# Security Auditor's Research Assistant
« SARA (informatique) » redirige ici. Pour les autres significations, voir Sara.
Le Security Auditor's Research Assistant (SARA) est un logiciel d'analyse réseau de l'Advanced Research Corporation. Il est dérivé du Security Administrator's Tool for Analyzing Networks (SATAN), développé en 1995.
SARA fut mis à jour activement pendant 10 années. Il n'est plus maintenu depuis le 30 juillet 2009 et sa version 7.9.2. 
SARA :
- Fonctionne sous les systèmes d'exploitation Unix, Linux, MAC OS/X et Windows (via coLinux)
- Intègre la National Vulnerability Database (NVD)
- Réalise des tests de SQL injection
- Effectue des tests XSS exhaustifs
- Peut s'adapter à de nombreux pare-feu
- Supporte le self-scan à distance et l'installation d'API
- Est utilisé pour des benchmark CIS
- Plug-in pour applications tierce partie
- Support les standards CVE
- Module de recherche enterprise
- Mode standalone ou daemon
- Distribué sous licence SATAN.